# 神鹿県
神鹿県（しんろく-けん）は中華人民共和国吉林省にかつて存在した県。現在の臨江市一帯に相当する。
渤海により設置され、遼代に廃止された。